# Лендінара
Лендінара (італ. Lendinara, вен. Łendinara) — муніципалітет в Італії, у регіоні Венето, провінція Ровіго.
Лендінара розташована на відстані близько 370 км на північ від Рима, 70 км на південний захід від Венеції, 15 км на захід від Ровіго.
Населення — 11 963 особи (2014).

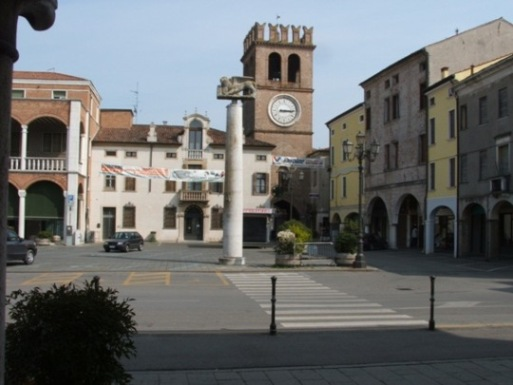

Щорічний фестиваль відбувається 8 вересня. Покровитель — Beata Vergine del Pilastrello.

## Демографія
Населення за роками:

Станом на 1 січня 2023 року в муніципалітеті офіційно проживало 1279 іноземців з 43 країн, серед них 188 громадян країн Євросоюзу та 41 громадянин України.

## Сусідні муніципалітети
- Бадія-Полезіне
- Канда
- Кастельгульєльмо
- Фратта-Полезіне
- Лузія
- П'яченца-д'Адідже
- Сан-Белліно
- Сант'Урбано
- Вілланова-дель-Геббо